# Mareuil-sur-Cher
Mareuil-sur-Cher è un comune francese di 1 144 abitanti situato nel dipartimento del Loir-et-Cher nella regione del Centro-Valle della Loira.

## Società

### Evoluzione demografica
Abitanti censiti